# Step By Bloody Step
Step By Bloody Step (с англ. — «Шаг за кровавым шагом») — ограниченная серия комиксов, издаваемая компанией Image Comics в 2022 году.

## Синопсис
Комикс рассказывает о приключениях бронированного гиганта, защищающего беспомощного ребёнка.

## Выпуски
| № | Дата выхода     | Оценка на Comic Book Roundup    |
| - | --------------- | ------------------------------- |
| 1 | 23 февраля 2022 | 9,5 из 10 на основе 14 рецензий |
| 2 | 30 марта 2022   | 9,3 из 10 на основе 6 рецензий  |
| 3 | 27 апреля 2022  | 9,5 из 10 на основе 5 рецензий  |
| 4 | 1 июня 2022     | 10 из 10 на основе 1 рецензий   |

## Отзывы
Дастин Холланд из Comic Book Resources, обозревая дебют, похвалил художника Бергара. Кейтлин Росберг из The A.V. Club поставила первому выпуска оценку «A-» и отмечала химию сценариста с художником. Оливер Сава из Polygon и Чейз Магнетт из ComicBook.com также были довольны дебютом.